# Luková-Priehyba
La Luková-Priehyba (o Luková 2) è una pista sciistica situata a Jasná, in Slovacchia. Sul pendio, che si snoda sul Chopok, si tengono gare di slalom gigante e di slalom speciale della Coppa del Mondo di sci alpino femminile.

## Albo d'oro

### Donne

#### Slalom gigante
| Data                               | Competizione    | Prima          | Seconda             | Terza             |
| ---------------------------------- | --------------- | -------------- | ------------------- | ----------------- |
| Coppa del Mondo di sci alpino 2016 | 7 marzo 2016    | Eva-Maria Brem | Viktoria Rebensburg | Federica Brignone |
| Coppa del Mondo di sci alpino 2021 | 7 marzo 2021    | Petra Vlhová   | Alice Robinson      | Mikaela Shiffrin  |
| Coppa del Mondo di sci alpino 2024 | 20 gennaio 2024 | Sara Hector    | Mikaela Shiffrin    | Alice Robinson    |

#### Slalom speciale
| Data                               | Competizione    | Prima            | Seconda        | Terza              |
| ---------------------------------- | --------------- | ---------------- | -------------- | ------------------ |
| Coppa del Mondo di sci alpino 2016 | 6 marzo 2016    | Mikaela Shiffrin | Wendy Holdener | Veronika Zuzulová  |
| Coppa del Mondo di sci alpino 2021 | 6 marzo 2021    | Mikaela Shiffrin | Petra Vlhová   | Wendy Holdener     |
| Coppa del Mondo di sci alpino 2024 | 21 gennaio 2024 | Mikaela Shiffrin | Zrinka Ljutić  | Anna Swenn Larsson |